# Сулейменов, Тулеутай Скакович
Тулеутай Скакович Сулейменов (род. 1 октября 1941, Семипалатинск, Казахская ССР) — государственный деятель Республики Казахстан, первый министр иностранных дел республики после обретения независимости, видный дипломат, Чрезвычайный и Полномочный посол Республики Казахстан в ряде стран, почетный член Национальной академии наук Казахстана.

## Биография
Родился 1 октября 1941 года в городе Семипалатинске. 
происходит из племени Аргын рода Каракесек

### Образование
- 1967 год — Карагандинский политехнический институт
- 1980 год — Дипломатическая Академия МИД СССР
- Доктор политических наук (2010). Тема диссертации: Развитие отношений между Республикой Казахстан и странами Восточной Европы в контексте стратегии «Путь в Европу»: политологический анализ[3].

### Трудовая деятельность
- 1959 год — 1971 год — горновой доменного цеха, инженер, мастер цеха, секретарь комитета комсомола Карагандинского металлургического комбината.
- 1971 год по 1977 год — первый секретарь Темиртауского горкома ЛКСМ Казахстана, председатель городского Комитета народного контроля, второй секретарь Темиртауского горкома Компартии Казахстана.[4]
- 1977 год — 1980 год — слушатель Дипломатической академии МИД СССР.
- 1980 год — 1981 год — первый секретарь Отдела стран среднего Востока МИД СССР.
- 1981 год — 1985 год — консул Генерального консульства СССР в г. Мазари-Шариф (Афганистан).
- 1985 год — 1986 год — слушатель курсов усовершенствования руководящих дипломатических кадров МИД СССР Дипломатической академии МИД СССР.
- 1986 год — 1987 год — советник отдела стран Среднего Востока МИД СССР.
- 1987 год — 1991 год — советник Посольства СССР в Исламской Республике Иран.
- 1991 год — 1994 год — Министр иностранных дел Республики Казахстан[5].
- 1994 год — 1996 год — Чрезвычайный и Полномочный Посол Республики Казахстан в США.
- 1997 год — 2001 год — Чрезвычайный и Полномочный Посол Республики Казахстан в Венгерской Республике, Чрезвычайный и Полномочный Посол Республики Казахстан в Польше, Болгарии, Чехии, Словакии и Румынии по совместительству.
- 2001 год — 2003 год — Чрезвычайный и Полномочный Посол Республики Казахстан в Королевстве Бельгия, Чрезвычайный и Полномочный Посол РК в Люксембурге, Нидерландах, глава представительства при Европейском Союзе в НАТО по совместительству.
- 2003 год — 2005 год — Чрезвычайный и Полномочный Посол Республики Казахстан в Польше.
- С 2005 года — директор Института дипломатии — вице-ректор, профессор кафедры «Внешняя политика» Академии государственного управления при Президенте Республики Казахстан.

## Награды
- Орден «Барыс» 1 степени (2021)[6][7]
- Орден «Барыс» 3 степени (2016)[8]
- Орден Парасат (2009)
- Орден Курмет (2001)[9]
- Орден Дружбы (30 сентября 2012 года, Россия) — за большой вклад в развитие и укрепление сотрудничества с Российской Федерацией[10]
- Орден «Почетный гражданин Евразийского Союза Государств» (Москва, 2018)[11]
- Командор ордена Заслуг (Венгрия, 2001)
- Командор ордена Заслуг перед Республикой Польша (Польша, 2005)[12]
- Орден Двойного белого креста III степени (Словакия, 2001)
- Орден "Эфтехар" Славы (Афганистан, 1985)
- Орден «Знак Почёта» (1976)
- Медаль «10 лет Конституции Республики Казахстан» (2005)
- Медаль «10 лет Вооружённых сил Республики Казахстан» (2002)
- Медаль «10 лет Парламенту Республики Казахстан» (2005)
- Медаль «10 лет Астаны» (2008)
- Медаль «20 лет независимости Республики Казахстан» (2011)
- Медаль «20 лет Парламенту Республики Казахстан» (2011)
- Медаль «20 лет Вооружённых сил Республики Казахстан» (2011)
- Медаль "Еңбек ардагері" (2015)[13][14]
- Юбилейная медаль «Қазақстан Конституциясына 25 жыл» (2016)[8]
- Юбилейная медаль «Қазақстан Республикасының Тәуелсіздігіне 25 жыл» (2016)[15]
- Юбилейная медаль «25 лет Дипломатической службе Республики Казахстан»
- Юбилейная медаль «Қазақстан Республикасының Тәуелсіздігіне 30 жыл» (2021)
- Медаль «За вклад в развитие внешней политики Республики Казахстан» имени Назира Тюрякулова (2008)[16]
- Юбилейная медаль первого класса «30 лет Совещанию по взаимодействию и мерам доверия в Азии» (2022)[17]
- Золотая медаль МИД Словакии (2001)
- Памятная медаль МИД Чехии (2001)
- Медаль «В ознаменование 100-летия со дня рождения Владимира Ильича Ленина» (1969)
- Почетная грамота Президента Республики Казахстан Н.А.Назарбаева (2002, 2007)
- Почетная грамота Президента Республики Казахстан К.К.Токаева (2021)
- Почетная грамота Президента Республики Казахстан К.К.Токаева по случаю 30-летия дипломатической службы Республики Казахстан (2022)[18]
- Почетная грамота МИД Польши с медалью (2013)
- Почетная грамота МИД Венгрии с медалью (2013)
- Благодарственное письмо Президента Республики Казахстан Н.Назарбаева (2011, 2016)
- Заслуженный работник дипломатической службы РК (2005)
- Лауреат Государственной премии имени Аль-Фараби в области науки и техники Республики Казахстан (2020)[19]
- Обладатель Международной премии Организации Экономического Сотрудничества (2012)

## Семья
Супруга — Сулейменова Светлана Хамитовна (1941—2001).
Дочь — Сулейменова Айдан Тулеутаевна (1968) — президент Благотворительного фонда «AYALA».
Сын — Сулейменов, Диас Тулеутаевич (1972) — бизнесмен, Генеральный директор ТОО «Қамқор Менеджмент», Президент Национальной лыжной ассоциации Республики Казахстан, Вице-президент Национального Паралимпийского Комитета, Член попечительского совета Казахского Географического общества.
Дочь — Сулейменова Алиса Тулеутаевна (2008) — ученица.